# Igreja Católica em San Marino
A Igreja Católica em San Marino faz parte da Igreja Católica universal, sob a liderança espiritual do Papa e da Santa Sé.

## História
O território de San Marino foi até 1977 dividido entre as dioceses de San Marino-Montefeltro e de Rimini. O Papa Paulo VI reuniu todo o território da República sob a renomeada Diocese de San Marino-Montefeltro, sufragânea da Arquidiocese de Ravenna-Cervia.
Em 29 de agosto de 1982 San Marino foi visitado pelo então Papa João Paulo II, recebido pelos capitães-regentes Giuseppe Maiani e Marino Venturini. Durante a visita pastoral ao país e a Rimini, celebrou uma missa no Estádio Olímpico Serravalle.
Em 19 de junho de 2011 San Marino foi visitado pelo Papa Bento XVI, que recebido pelos capitães-regentes Maria Luisa Berti e Filippo Tamagnini, e o bispo Louis Negri, e celebrou uma missa no mesmo estádio que seu antecessor.

## Situação
A religião católica é predominante na República.
A Diocese de San Marino-Montefeltro, que abrange todo o território samarinês, é uma parte integrante da Igreja Católica na Itália.
No território de San Marino são 12 paróquias em um vicariato com sede em Serravalle. Não há catedrais no país. A Basílica de San Marino é, de fato, uma cocatedral da diocese junto com a Catedral de San Leo.

## Nunciatura apostólica
A Santa Sé e a República de San Marino têm mantido relações diplomáticas desde abril de 1926. Não há um núncio apostólico residente: executa essa função, o núncio responsável também pela Itália.
O atual núncio apostólico é Emil Paul Tscherrig, nomeado pelo Papa Francisco em 12 de setembro de 2017.